# تمایز محصول
تمایز محصول (انگلیسی: Product differentiation) در اقتصاد و بازاریابی، به فرایند تشخیص یک محصول یا خدمات از سایر محصولات یا خدمات، با هدف رقابت و جذاب تر کردن آن برای یک بازار هدف خاص، اطلاق می‌شود. این تمایز برای محصولات رقبا یا محصولات خود شرکت انجام پذیر می‌باشد. مفهوم تمایز محصول نخستین بار در سال ۱۹۳۳ توسط ادوارد چمبرلین مطرح شد.